# Liste de stades en Algérie
 (janvier 2025).
La mise en forme du texte ne suit pas les recommandations de Wikipédia : il faut le « wikifier ».
Les points d'amélioration suivants sont les cas les plus fréquents. Le détail des points à revoir est peut-être précisé sur la page de discussion.
- Les titres sont pré-formatés par le logiciel. Ils ne sont ni en capitales, ni en gras.
- Le texte ne doit pas être écrit en capitales (les noms de famille non plus), ni en gras, ni en italique, ni en « petit »…
- Le gras n'est utilisé que pour surligner le titre de l'article dans l'introduction, une seule fois.
- L'italique est rarement utilisé : mots en langue étrangère, titres d'œuvres, noms de bateaux, etc.
- Les citations ne sont pas en italique mais en corps de texte normal. Elles sont entourées par des guillemets français : « et ».
- Les listes à puces sont à éviter, des paragraphes rédigés étant largement préférés. Les tableaux sont à réserver à la présentation de données structurées (résultats, etc.).
- Les appels de note de bas de page (petits chiffres en exposant, introduits par l'outil «  Source ») sont à placer entre la fin de phrase et le point final[comme ça].
- Les liens internes (vers d'autres articles de Wikipédia) sont à choisir avec parcimonie. Créez des liens vers des articles approfondissant le sujet. Les termes génériques sans rapport avec le sujet sont à éviter, ainsi que les répétitions de liens vers un même terme.
- Les liens externes sont à placer uniquement dans une section « Liens externes », à la fin de l'article. Ces liens sont à choisir avec parcimonie suivant les règles définies. Si un lien sert de source à l'article, son insertion dans le texte est à faire par les notes de bas de page.
- La présentation des références doit suivre les conventions bibliographiques. Il est recommandé d'utiliser les modèles {{Ouvrage}}, {{Chapitre}}, {{Article}}, {{Lien web}} et/ou {{Bibliographie}}. Le mode d'édition visuel peut mettre en forme automatiquement les références.
- Insérer une infobox (cadre d'informations à droite) n'est pas obligatoire pour parachever la mise en page.

Pour une aide détaillée, merci de consulter Aide:Wikification.
Si vous pensez que ces points ont été résolus, vous pouvez retirer ce bandeau et améliorer la mise en forme d'un autre article.
 (janvier 2025).

## Liste des stades
| Clt. | image                                | Stade                                         | Ouverture (agrandissement) | Capacité | Localisation       | Club/Sélection nationale                |
| ---- | ------------------------------------ | --------------------------------------------- | -------------------------- | -------- | ------------------ | --------------------------------------- |
| 1    |                                      | Stade du 5 Juillet 1962                       | 1972                       | 72 400   | Alger              | EN d'Algérie                            |
| 2    |                                      | Stade du 19 Mai 1956                          | 1987                       | 56 000   | Annaba             | USM Annaba, EN d'Algérie                |
| 3    |                                      | Stade Hocine Aït Ahmed                        | 2024                       | 50 766   | Tizi Ouzou         | JS Kabylie, EN d'Algérie                |
| 4    |                                      | Stade du 24 Février 1956                      | 1981                       | 45 000   | Sidi Bel Abbès     | USM Bel Abbès                           |
| 5    |                                      | Stade Nelson Mandela                          | 2023                       | 40 784   | Baraki (Alger)     | CR Belouizdad, EN d'Algérie             |
| 6    |                                      | Stade Miloud Hadefi                           | 2021                       | 40 143   | Bir El Djir (Oran) | MC Oran, EN d'Algérie                   |
| 7    |                                      | Stade Ahmed Zabana                            | 1957                       | 40 000   | Oran               | MC Oran, ASM Oran                       |
| 8    |                                      | Stade Ali Ammar dit Ali la Pointe             | 2024                       | 40 000   | Douera (Alger)     | MC Alger                                |
| 9    |                                      | Stade Hocine Rouibah                          | 2006 (2011)                | 40 000   | Jijel              | JS Djijel                               |
| 10   |                                      | Stade Tahar Zoughari                          | 1987                       | 36 254   | Relizane           | RC Relizane                             |
| 11   |                                      | Stade Ahmed Kaïd                              | 1987                       | 32 520   | Tiaret             | JSM Tiaret                              |
| 12   | Stade du Chahid Mustapha Tchaker.jpg | Stade Mustapha Tchaker                        | 2001                       | 32 120   | Blida              | USM Blida, EN d'Algérie                 |
| 13   |                                      | Stade Akid Lotfi                              | 1976                       | 25 000   | Tlemcen            | WA Tlemcen                              |
| 14   | Stade de 20 août 1955 de Skikda.jpg  | Stade du 20 Août 1955 (Skikda)                | 1934                       | 25 000   | Skikda             | JSM Skikda                              |
| 15   |                                      | Stade Abdelhamid Bouteldja (Skikda)           | 1997                       | 25 000   | Hamadi Krouma      | JSM Skikda                              |
| 16   |                                      | Stade Messaoud Zougar                         | 1994                       | 25 000   | El Eulma           | MC El Eulma                             |
| 17   |                                      | Stade du 1 novembre 1954                      | 1979                       | 25 000   | Batna              | CA Batna MSP Batna                      |
| 18   |                                      | Stade Saïd Amara                              | 2005                       | 25 000   | Saïda              | MC Saïda                                |
| 19   |                                      | Stade du 8 Mai 1945                           | 1972 (1999)                | 25 000   | Sétif              | ES Sétif USM Sétif                      |
| 20   |                                      | Stade Chahid Hamlaoui                         | 1973                       | 22 986   | Constantine        | CS Constantine, EN d'Algérie            |
| 21   |                                      | Stade de l'Unité Africaine                    | 1985                       | 22 000   | Mascara            | GC Mascara                              |
| 22   | Stade de Béjaïa.jpg                  | Stade de l'Unité Maghrébine                   | 1987                       | 22 000   | Béjaïa             | MO Béjaïa JSM Béjaïa                    |
| 23   |                                      | Stade du 1 Novembre 1954                      | 1978                       | 21 240   | Tizi Ouzou         | JS Kabylie (jeunes et féminines)        |
| 24   |                                      | Stade du 20 Août 1955 (Béchar)                | 1953 (2011)                | 20 000   | Béchar             | JS Saoura                               |
| 25   |                                      | Stade Mohamed Bensaïd                         | 1990                       | 20 000   | Mostaganem         | ES Mostaganem WA Mostaganem             |
| 26   |                                      | Stade Habib Bouakeul                          | 1927                       | 20 000   | Oran               | ASM Oran, SCM Oran                      |
| 27   |                                      | Stade Abdelkrim Kerroum                       | 2022                       | 20 000   | Sig                | CC Sig                                  |
| 28   |                                      | Stade Rabah Bitat                             | 2004 (2015)                | 20 000   | Bouira             | MB Bouira                               |
| 29   |                                      | Stade du 18 Février (Ouargla)                 | 1992                       | 18 000   | Rouissat           | MB Rouissat, IRB Ouargla, CR Beni-Thour |
| 30   |                                      | Stade du 18 Février (Biskra)                  | 2002                       | 17 500   | Biskra             | US Biskra                               |
| 31   |                                      | Stade du 4 Mars                               | 1992                       | 17 250   | Tébessa            | US Tébessa                              |
| 32   |                                      | Stade Imam Ilyes                              | 1983                       | 12 000   | Médéa              | Olympique de Médéa                      |
| 33   |                                      | Stade Mohamed Boumezrag                       | 1973                       | 17 000   | Chlef              | ASO Chlef                               |
| 34   |                                      | Stade Mohamed Benhaddad                       | 1949                       | 16 000   | Alger              | RC Kouba                                |
| 35   |                                      | Stade du 20 Août 1955 (Alger)                 | 1930                       | 15 000   | Alger              | CR Belouizdad                           |
| 36   |                                      | Stade Omar Hamadi                             | 1935                       | 15 000   | Alger              | USM Alger                               |
| 37   |                                      | Stade Souidani Boudjemaa                      | 1986                       | 15 000   | Guelma             | ES Guelma                               |
| 38   |                                      | Stade du 20 Août 1955 (Bordj Bou Arreridj)    | 1998 (2019)                | 15 000   | Bordj Bou Arreridj | CA Bordj Bou Arreridj                   |
| 39   |                                      | Stade Meflah Aoued                            | 1925                       | 15 000   | Mascara            | FR Mascara, OR Mascara                  |
| 40   |                                      | Stade Mohamed-Ouali                           | 1925                       | 15 000   | Mohammadia         | SA Mohamadia                            |
| 41   |                                      | Stade Djilali Bounaâma                        | 1996 (2014)                | 12 500   | Boumerdès          |                                         |
| 42   |                                      | Stade Salem Mabrouki                          | 2022                       | 12 000   | Alger              | WA Rouiba                               |
| 43   |                                      | Stade Omar Benrabah                           | 2016                       | 12 000   | Alger              | DRB Dar El-Beida                        |
| 44   |                                      | Stade Omar Oucief                             | 2009                       | 11 500   | Aïn Témouchent     | CR Temouchent                           |
| 45   |                                      | Stade Saadna Gharbi                           | 2017                       | 11400    | Maghnia            | IRB Maghnia                             |
| 46   |                                      | Stade du 5 Juillet 1962 (Hadjout)             | 1972                       | 10 000   | Hadjout            | USMM Hadjout                            |
| 47   |                                      | Stade Abdelkader Chabou                       | 1937                       | 10 000   | Annaba             | Hamra Annaba                            |
| 48   |                                      | Stade Abderrahmene Bensaci                    |                            | 10 000   | Merouana           | AB Merouana                             |
| 49   |                                      | Stade Abed Hamdani                            |                            | 10 000   | El Khroub          | AS Khroub                               |
| 50   |                                      | Stade des frères Demane Debbih                |                            | 10 000   | Aïn M'lila         | AS Aïn M'lila                           |
| 51   |                                      | Stade du 1 Novembre 1954 (Alger)              | 1924                       | 10 000   | Alger              | USM El Harrach                          |
| 52   |                                      | Stade Ben-Abdelmalek-Ramdhan                  | 1927                       | 10 000   | Constantine        | -                                       |
| 53   |                                      | Stade Lahouari Benahmed                       |                            | 10 000   | Oran               | RCG Oran                                |
| 54   |                                      | Stade Menaouer Kerbouci                       |                            | 10 000   | Arzew              | OM Arzew                                |
| 55   |                                      | Stade Omar Bahi                               |                            | 8 000    | Es Senia           | Nasr Es Senia                           |
| 56   |                                      | Stade Zerdani Hassouna                        |                            | 8 000    | Oum-El-Bouaghi     | US Chaouia                              |
| 57   |                                      | Stade de Birkhadem                            | 2022                       | 7 300    | Alger              | -                                       |
| 58   |                                      | Stade de Bouchaoui                            | 2023                       | 7 000    | Alger              | -                                       |
| 58   |                                      | Stade des frères Brakni                       | 1902                       | 7 000    | Blida              | -                                       |
| 59   |                                      | Stade des 3 frères Amarouche                  | 1925                       | 7 000    | Sidi-Bel-Abbès     | IRM Bel-Abbès                           |
| 60   |                                      | Stade des 3 frères Zerga                      | 1939                       | 6 000    | Tlemcen            | -                                       |
| 61   |                                      | Stade des frères Braci                        | 1925                       | 6 000    | Saida              | -                                       |
| 62   |                                      | Stade Moulud Zerrouki                         | 2025                       | 5 500    | Les Eucalyptus     | -                                       |
| 62   |                                      | Stade Djillali Bounaama                       |                            | 5 472    | Tissemsilt         | WAB Tissemsilt                          |
| 63   |                                      | Stade Saidouni Bachir                         | 2008                       | 5 400    | El Milia           | CRB El Milia                            |
| 64   |                                      | Stade Municipal (Ouargla)                     | 1964                       | 5 300\|  | Ouargla            | MB Rouissat, IRB Ouargla, CR Beni-Thour |
| 65   |                                      | Stade Mohamed Guessab                         |                            | 5 000    | Sétif              | SA Sétif                                |
| 66   |                                      | Stade Mokhtar Abdellatif                      |                            | 5 000    | Bou-Saâda          | Amel Bou Saada                          |
| 67   |                                      | Stade Oukil Ramdane                           |                            | 5 000    | Tizi Ouzou         | -                                       |
| 68   |                                      | Stade des Frères Zioui                        | 1940                       | 5 000    | Alger              | NA Hussein Dey                          |
| 69   |                                      | Stade Saïd Bourouba                           |                            | 5 000    | Bouira             | MB Bouira                               |
| 70   |                                      | Stade Ait Abderrahim Ahmed                    | 1925                       | 5 000    | Tiaret             | IR Bouheni Tiaret                       |
| 71   |                                      | Stade Mohamed Reggaz                          | 1931                       | 5 000    | Boufarik           | WA Boufarik                             |
| 72   |                                      | Stade Allal Toula                             |                            | 5 000    | Oran               | USM Oran                                |
| 73   |                                      | Stade Kaddour Keloua                          | 1927                       | 5 000    | Oran               | FC Oran                                 |
| 74   |                                      | Stade Abdelkader Zerrouki                     |                            | 3 000    | Khemis El Khechna  | IB Khemis El Khechna                    |
| 75   |                                      | Stade Colonel-Amirouche                       | 1926                       | 3 000    | Jijel              | CR Village Moussa                       |
| 76   |                                      | Stade Zerrouki Abdelkader dit '' Lajoudane '' | 1972                       | 2 000    | Ain Bessem         | HC Ain-Bessem                           |

## Stades en construction
| Clt. | image | Stade                             | Capacité | Localisation  | Club                    | Année de construction |
| ---- | ----- | --------------------------------- | -------- | ------------- | ----------------------- | --------------------- |
| 1    |       | Nouveau stade de Bordj Menaiel    | 10 000   | Bordj Menaiel | JSM Bordj Menaiel       | Depuis 2012           |
| 1    |       | Stade semi-olympique de Cherchell | 10 000   | Cherchell     |                         |                       |
|      |       | Stade des Martyrs                 | 12 000   | Akbou         | O Akbou                 | 2023-2025             |
| 1    |       | Stade olympique de Koléa          | 20 000   | Koléa         | ESM Koléa               |                       |
| 2    |       | Stade de Bechar                   | 25 000   | Bechar        | JS Saoura               | 2024-2027             |
| 3    |       | Stade d’Ouargla                   | 25 000   | Ouargla       | IRB Ouargla/MB Rouissat | 2024-2027             |

## Stades projetés
| Clt. | Stade                                 | Capacité | Localisation | Club                 | Année de construction |
| ---- | ------------------------------------- | -------- | ------------ | -------------------- | --------------------- |
| 1    | Grand complexe sportif de Constantine | 50 000   | Constantine  | CS Constantine       | 2035                  |
| 2    | Nouveau stade de Sétif                | 50 000   | Sétif        | ES Sétif             | 2035                  |
| 3    | Grand complexe sportif de Chlef       | 40 000   | Chlef        | ASO Chlef            | non fixé              |
| 4    | Nouveau stade de Mostaganem           | 35 000   | Mostaganem   | ES Mostaganem        | non fixé              |
| 7    | Nouveau Stade de Béjaïa               | 30 000   | Béjaïa       | JSM Béjaïa/MO Béjaïa | 2035                  |
| 8    | Nouveau Stade de Batna                | 30 000   | Batna        | CA Batna/ MSP Batna  | 2035                  |